# Sommeren begynder
Sommeren begynder (Deens voor De zomer begint)  is een lied compositie van Niels Gade. Het is een lied, waarvan het jaar van componeren niet bekend is. Delen van de tekst, met name strofe één en twee, komen voor in een gedicht dat Henrik Wergeland schreef voor de verjaardag van zijn moeder (3 juni 1842). De laatste strofe van Gade is een vrije interpretatie van de laatste strofe van Wergelands gedicht.

## Gade
De tekst die Gade gebruikte luidt:
En Sanger henrykt til sit Hjerte trykker
sin elskte Viv, og peger stille mod
en Glemmigei, som sine lyse Smykker
har slynget yndigt om en Roses Fod.
"Han mener mig, han mener mig og Disse!"
Saa tænker hun, og sætter paa sit Knæ
de elskte Smaa — da skuer han tilvisse
Kjærminder slynget om et Rosentræ.
O, elske Viv jeg til din pris til synge
Den fryd, som blomster i vor Arnes Lae
De hulde sma sim dig sødt omslynge
Mit Glemmigei omkransde rosentræ

## Wergeland
Het gedicht van Wergeland:
Til Mandeltræets Priis, af Blomsters Byrde
til Jorden bøjet af en Sølverregn,
sin Mandoline stemmer Spaniens Hyrde
i Ly af sine fulde Rankers Hegn.
Han seer i det sin Arnes Lykkes Billed,
sin egen sejerrige Kjærlighed,
en øm Penat, med spredte Arme stillet
ved Hyttens Dør, en Vogter af dens Fred.
Romancen lyder; og hans Hustru gjetter,
at Mandeltræets Priis er hende meent,
og under Sangen hun af Efeu fletter
en Krands, og krandser ham naar den er endt.
Men Nordens Søn taus til sit Hjerte trykker
sin elskte Viv, og peger stille mod
en Glemmigei, som sine lyse Smykker
har slynget yndigt om en Roses Fod.
"Han mener mig, han mener mig og Disse!"
Saa tænker hun, og sætter paa sit Knæ
de elskte Smaa — da skuer han tilvisse
Kjærminder slynget om et Rosentræ.
Da faaer en taus Romance i hans Øje
paa engang Ord som Spaniolens Lyst,
og Jublen bryder ud i glade høje
Triumfens Toner fra hans fulde Bryst.
Han kalder sine Venner hid at skue
hans Lykkes Billed i dets fulde Liv,
og i Pokalen, fuld af Sydens Drue,
de tømme Skaalen for hans hulde Viv.
Saa, elskte Ven, i Aften vi besynge
den Lyst, som blomstrer i din Arnes Læ:
din Caroline, hvem de Smaa omslynge,
— dit glemmigeiomkrandste Rosentræ.